# Fiat Chrysler Automobiles
A Fiat Chrysler Automobiles (FCA) foi um conglomerado industrial ítalo-americano que juntava as marcas Fiat e Chrysler e estava entre os fundadores da indústria automobilística europeia. Com sede em Amsterdã e ações listadas nos Estados Unidos e na Itália, foi formado em 2014, após a consolidação da incorporação, nos Países Baixos, do Grupo Chrysler (bandeiras Chrysler, Jeep, Ram, SRT e Dodge) pela Fiat (Fiat, Alfa Romeo, Maserati, Lancia, Abarth e Ferrari (esta última foi desmembrada em 2016)).
Focado no setor automotivo, o grupo projetava e produzia automóveis, caminhões, tratores, máquinas agrícolas, motores, transmissões, peças fundidas, autopeças e sistemas de automação industrial, entre outros. No setor de automóveis, a Fiat desenvolve suas atividades industriais e de serviços por meio de sociedades localizadas em 50 países e mantém relações comerciais com clientes em mais de 190 países. Do ponto de vista operacional, o CEO era apoiado pelo Group Executive Council (GEC: Conselho Executivo do Grupo, em português), um órgão de decisão liderado pelo CEO e composto por 4 principais grupos: operações regionais, marcas, processos industriais e funções de suporte/corporativo.
Em 31 de outubro de 2019, a empresa anunciou um acordo de fusão com o grupo PSA, dono das marcas Peugeot e Citroën, originando a Stellantis. Em 4 de janeiro de 2021, os acionistas da PSA aprovaram a fusão com a FCA.
A Stellantis tem sede nos Países Baixos e é a quarta maior montadora de veículos do mundo.
O CEO da nova empresa é o atual chefe-executivo da Peugeot Carlos Tavares.
O mandato é quinquenal e o próximo mandatário será o presidente da FCA John Elkann.
 No Brasil, a fusão foi aprovada pelo Conselho Administrativo de Defesa Econômica (CADE). Em 16 de janeiro de 2021, o acordo foi completado.

## Group Executive Council
O primeiro consiste em 4 Grupos de Operações Regionais, além de Componentes Automotivos (Magneti Marelli) e Sistemas e Fundidos (Comau e Teksid). Um Chief Operating Officer (COO) em cada uma das quatro regiões é responsável pelos lucros e perdas da região e gestão de recursos regionais, incluindo atividades industriais e comerciais.
- Mark Stewart [NAFTA]
- Antonio Filosa [LATAM]
- Pietro Gorlier [EMEA]
- Paul Alcala [APAC excluindo a China]
- Daphne Zheng [CHINA]
- Ermanno Ferrari [Magneti Marelli]

2. O segundo agrupamento reflete o foco e a ênfase do Grupo em suas marcas. Cada uma das marcas é representada dentro do GEC através dos Líderes de Marca, que são responsáveis pela identidade da marca, pelo desenvolvimento dos portfólios de produtos da marca, bem como pela implementação de estratégias comerciais e de marketing em cada região operacional.
- Olivier François [Fiat]
- Timothy Kuniskis [Alfa Romeo]
- Harald Wester [Maserati]
- Pietro Gorlier [Peças e Serviço (MOPAR)]
- Olivier François [Diretor de marketing]
- Reid Bigland [Chefe de vendas nos EUA]

3. O terceiro grupo é composto por Líderes Industriais, que são responsáveis por gerenciar e coordenar processos industriais entre regiões operacionais, bem como padronizar métodos e ferramentas industriais, quando apropriado.
- Harald Wester [Diretor Técnico]
- Ralph Gilles [desenhar]
- Scott Garberding [Chief Manufacturing Officer]
- Carl Smiley [Chief Purchasing & Supply Chain Officer]
- Richard Schwarzwald [Qualidade]
- Bob Lee [Coordenador de Powertrain]
- Mark Chernoby [Chief Technical Compliance Officer]

4. O agrupamento final é composto por Líderes de Suporte e Processo Corporativo.
- Richard Palmer [Diretor Financeiro e Desenvolvimento de Negócios]
- Linda Knoll [Chefe de Recursos Humanos]
- Alessandro Baldi [Diretor de Auditoria e Sustentabilidade]
- Niel Golightly [Chief Communications Officer]
- Michael J. Keegan [Coordenador GEC]

## Marcas do Grupo
Após o anúncio da aquisição total do Grupo Chrysler pela Fiat, no dia 01 de janeiro de 2014, a FCA passou a controlar as seguintes marcas de automóveis de passeio:

### Marcas europeias
- Abarth
- Alfa Romeo
- Fiat
- Lancia
- Maserati
- Iveco
- Autobianchi

### Marcas americanas
- Chrysler
- Dodge
- Jeep
- RAM
- Mopar[8]

Além disso, o grupo também é proprietário das seguintes marcas: Case, New Holland para tratores, máquinas de construção e colheitadeiras; Iveco e Irisbus para caminhões e ônibus; Magneti Marelli, Teksid, FPT Powertrain e COMAU para componentes e serviços automotivos. Além da Innocenti que se especializou na fabricação de lambretas e produziu alguns veículos. A Ferrari pertenceu ao grupo até o início de 2016, quando, por meio de uma cisão, separou-se para fazer um IPO de suas ações na Bolsa de Valores.
Os números da FCA no mundo:
- 102 Plantas
- 114 centros de Pesquisa e Desenvolvimento
- 199 mil empregados
- 2,3 milhões de automóveis e veículos comerciais vendidos

## Brasil
No Brasil, as seguintes empresas compõem o Grupo: Fiat Automóveis, Jeep, Iveco, Case, New Holland como montadoras; Magneti Marelli, CMA Componentes de módulos automotivos,Teksid, FPT Powertrain e COMAU para componentes; Banco Fidis, CNH Capital e Fiat Finanças para serviços financeiros; Fiat Services, FIDES Corretagem de Seguros, Isvor e Fundação Fiat para serviços; Casa Fiat de Cultura e Fundação Torino para cultura e educação.
A FCA possui três plantas industriais no Brasil:
- Betim, área metropolitana de Belo Horizonte em Minas Gerais com área fabril de montagem de veículos.
- Goiana, área metropolitana do Recife em Pernambuco com a área fabril de montagem de veículos.
- Jaboatão dos Guararapes, área metropolitana do Recife em Pernambuco com a área fabril de peças automotivas.